# 네덜란드 프로테스탄트교회

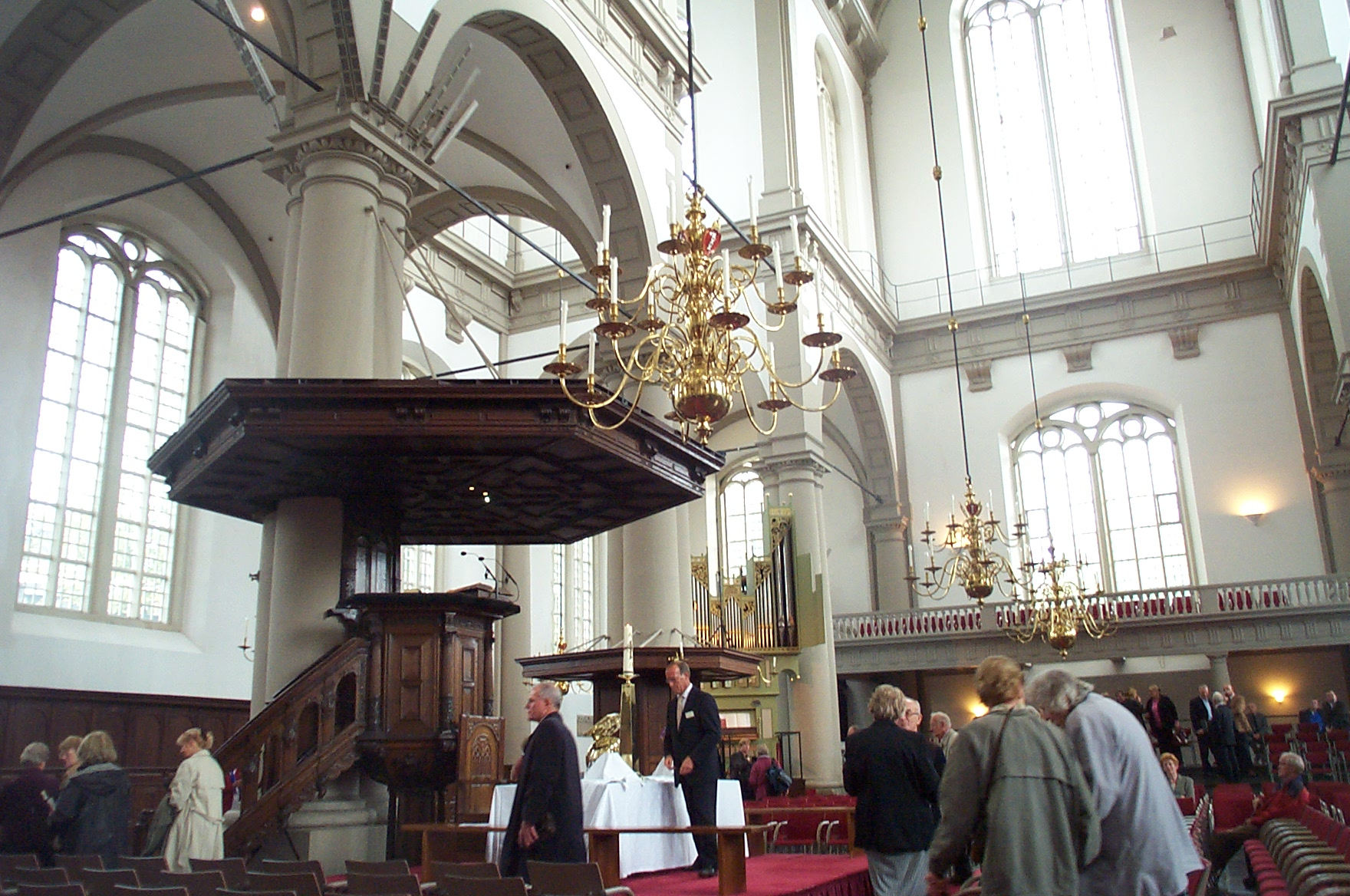
암스테르담 베스터교회

네덜란드 프로테스탄트교회(Protestantse Kerk in Nederland, Protestant Church in the Netherlands, Dutch: Protestantse Kerk in Nederland, PKN)는 네덜란드에서 가장 큰 프로테스탄트 교단이다. 2004년 5월 1일 개혁교회(칼빈주의 교회)와 복음주의 루터교회의 합병으로 설립되었다.

## 같이 보기
- 화란 개혁교회
- 네덜란드 개혁교회